# (4171) Carrasco
(4171) Carrasco ist ein Hauptgürtelasteroid, der am 23. März 1982 von Carolyn Shoemaker vom Palomar-Observatorium aus entdeckt wurde.
Messungen der Helligkeitsschwankungen des Asteroiden aus dem April 2009 zeigten eine Amplitude von rund 0,2 mag, wobei aufgrund der Daten die Anzahl der Extrema während eines Zyklus nicht eindeutig festgelegt werden kann und deren Analyse den Schluss auf eine Rotationsperiode von knapp 17 Stunden oder des Doppelten, i. e. von nicht ganz 34 Stunden, zulässt.
Der Asteroid wurde nach Juan R. Carrasco (1931–2004) benannt, einem Mitarbeiter am Hale-Teleskop des Palomar-Observatoriums.